# Spalgis latimarginata
Spalgis latimarginata är en fjärilsart som beskrevs av Sharpe 1890. Spalgis latimarginata ingår i släktet Spalgis och familjen juvelvingar. Inga underarter finns listade i Catalogue of Life.